# Chanteuges
Chanteuges is een gemeente in het Franse departement Haute-Loire (regio Auvergne-Rhône-Alpes) en telt 403 inwoners (1999). De plaats maakt deel uit van het arrondissement Brioude.

## Geografie
De oppervlakte van Chanteuges bedraagt 16,3 km², de bevolkingsdichtheid is 24,7 inwoners per km².
De onderstaande kaart toont de ligging van Chanteuges met de belangrijkste infrastructuur en aangrenzende gemeenten.

## Demografie
Onderstaande figuur toont het verloop van het inwonertal (bron: INSEE-tellingen).